# Zajčji Vrh pri Stopičah
Zajčji Vrh pri Stopičah – wieś w Słowenii, w gminie miejskiej Novo mesto. W 2018 roku liczyła 95 mieszkańców. 